# Erhard Bouillon
Erhard Bouillon (* 2. Februar 1925 in Horchheim bei Koblenz; † 26. Januar 2024) war von 1969 bis zu seiner Pensionierung 1988 Vorstandsmitglied der Hoechst AG, von 1988 bis 1997 Mitglied des Aufsichtsrates, ab 1993 dessen Vorsitzender.

## Leben
Nach dem Abitur 1944 zunächst zur Wehrmacht eingezogen und in Kriegsgefangenschaft geraten, studierte er ab 1946 Rechtswissenschaften in Freiburg im Breisgau und Mainz. Seit 1951 war er Mitglied der katholischen Studentenverbindung K.D.St.V. Burgundia München.
Zunächst als Anwalt tätig, kam er am 1. Juni 1957 zur damaligen Farbwerke Hoechst AG. Ab 1964 war er zuständig für Personalarbeit und soziale Einrichtungen, später Arbeitsdirektor des weltweit wachsenden Unternehmens für Mitarbeiter, soziale Belange sowie für die Verwaltung des Stammwerkes Höchst.
Dem Aufsichtsrat der Hoechst AG gehörte er von 1988 bis 1997 an, ab 1993 war er dessen Vorsitzender. Trotz nicht ausbleibender Konflikte legte er auf ein gutes Verhältnis zu den Gewerkschaften großen Wert.
Unter seiner Ägide wurden die Belegschaftsaktien eingeführt, die Rahmenbedingungen für Arbeiter und Angestellte, etwa beim Monatsgehalt und in der betrieblichen Altersversorgung, angeglichen und  die innerbetriebliche Qualifikation umfassend auf- und ausgebaut.
Von 1978 bis 1983 war er Vorsitzender des Bundesarbeitgeberverbandes Chemie, weiterhin tätig in der Berufsgenossenschaft Rohstoffe und chemische Industrie.
Erhard Bouillon starb am 26. Januar 2024 im Alter von 98 Jahren.

## Wirken
Bouillon zählt zum Gründerkreis der Deutschen Stiftung Denkmalschutz und fungierte mehrere Jahre als Präsident der Deutschen Stiftung Musikleben. 1983 initiierte Bouillon die Gründung der Stiftergemeinschaft Justinuskirche Frankfurt-Höchst. Zahlreiche Sponsorenleistungen der Hoechst AG gehen auf seine Initiative zurück, so für Veranstaltungsreihen in der Jahrhunderthalle Frankfurt, damals Jahrhunderthalle Hoechst, das Höchster Schlossfest oder die Altstadtsanierung von Frankfurt-Höchst, insbesondere das Dalberger Haus.
Erhard Bouillon engagierte sich für zahlreiche soziale Projekte und die Christen im Heiligen Land. Er war Mitglied des Deutschen Vereins vom Heiligen Lande. 1976 wurde er von Kardinal-Großmeister Maximilien Kardinal de Fürstenberg zum Ritter des Päpstlichen Ritterordens vom Heiligen Grab zu Jerusalem ernannt und am 8. Mai 1976 im Trierer Dom durch Franz Hengsbach, Großprior der deutschen Statthalterei, investiert. Er gehörte der Komturei Frankfurt des Päpstlichen Laienordens an.

## Ehrungen und Auszeichnungen
- 1976: Ritter vom Heiligen Grab
- 1979: Ehrenplakette der Stadt Frankfurt am Main
- 1982: Verdienstorden der Bundesrepublik Deutschland (Verdienstkreuz 1. Klasse)
- 1987: Wilhelm-Leuschner-Medaille des Landes Hessen
- 1989: Verdienstorden der Bundesrepublik Deutschland (Großes Verdienstkreuz)
- 1997: Hessischer Verdienstorden
- 2003: Dr.-Sieghardt-von-Köckritz-Preis der Deutschen Stiftung Denkmalschutz. Das damit verbundene Preisgeld von 25.000 Euro stellte er für die Restaurierung der Kreuzigungsgruppe auf dem Höchster Justinuskirchplatz zur Verfügung.